# Benjamin’s
Benjamin’s var ett svenskt TV-program från 2021. Programmet hade premiär på TV4 och C More den 22 februari 2021. I programmet bjuder Benjamin Ingrosso in svenska profiler på middag, musik och samtal.
Den andra säsongen hade premiär den 8 mars 2022. Benjamin Ingrosso vann Kristallen som året TV-personlighet under 2022 och 2023 för sin medverkan i programmet. Serien vann också Kristallen 2023 för "årets livsstilsprogram".
Den tredje och sista säsongen hade premiär 20 april 2023.

## Medverkande

### Säsong 1
| Avsnitt | Gäster i programmet                               | Sändningsdatum   |
| ------- | ------------------------------------------------- | ---------------- |
| 1       | Thomas Sjögren, Zara Larsson och Thomas Stenström | 22 februari 2021 |
| 2       | Carolina Gynning, Danny Saucedo och Per Andersson | 1 mars 2021      |
| 3       | Petter, Lisa Nilsson och Parisa Amiri             | 8 mars 2021      |
| 4       | Markoolio, Kaliffa och Amie Bramme Sey            | 15 mars 2021     |
| 5       | Bianca Ingrosso, Edvin Törnblom och Cherrie       | 22 mars 2021     |
| 6       | Molly Sandén, Miriam Bryant och Daniel Hallberg   | 29 mars 2021     |
| 7       | Sabina Ddumba, Markus Aujalay och Amanda Bergman  | 5 april 2021     |
| 8       | Oscar Zia, Felix Sandman och Molly Hammar         | 12 april 2021    |

### Säsong 2
| Avsnitt | Gäster i programmet                                    | Sändningsdatum |
| ------- | ------------------------------------------------------ | -------------- |
| 1       | First Aid Kit, Mauri Hermundsson och Shima Niavarani   | 8 mars 2022    |
| 2       | Erik ”Jerka” Johansson, Tom Sjöstedt och Miss Li       | 15 mars 2022   |
| 3       | Norlie & KKV, Silvana Imam och Sofia Dalén             | 22 mars 2022   |
| 4       | Steffo Törnquist, Klas Eriksson och Moonica Mac        | 5 april 2022   |
| 5       | Timbuktu, Joel Åhlin och Sarah Dawn Finer              | 12 april 2022  |
| 6       | Daniela Rathana, Omar Rudberg och Valter Skarsgård     | 19 april 2022  |
| 7       | Tina Nordström, Markus Krunegård och Linnea Henriksson | 26 april 2022  |
| 8       | Niklas Ekstedt, Petra Mede och Harpo                   | 3 maj 2022     |

### Säsong 3
| Avsnitt | Gäster i programmet                                                                                 | Sändningsdatum |
| ------- | --------------------------------------------------------------------------------------------------- | -------------- |
| 1       | Carola Häggkvist, Johanna Nordström, Björn Formgren och Lasse Holm                                  | 20 april 2023  |
| 2       | Seinabo Sey, Oskar Linnros och Marion Ringborg                                                      | 27 april 2023  |
| 3       | Tove Styrke, Jonathan Johansson och Adam Pålsson                                                    | 4 maj 2023     |
| 4       | Emilio Ingrosso, Tommy Körberg, Alba August, Mapei och Anton Körberg                                | 11 maj 2023    |
| 5       | Elliphant, Petter Stordalen och Stefan Ekengren                                                     | 18 maj 2023    |
| 6       | Sarah Sjöström, Molly Hammar och Sigrid Raabe                                                       | 25 maj 2023    |
| 7       | Sarah Klang, Alexander Kronlund och Fredrik Strage                                                  | 1 juni 2023    |
| 8       | Björn Ulvaeus, Emma Wiklund, Edward af Sillén, Norlie & KKV, Parisa Amiri, Thomas Sjögren och Harpo | 8 juni 2023    |